# 209 г. пр.н.е.
209 (двеста и девета) година преди новата ера (пр.н.е.) е година от доюлианския (Помпилийски) римски календар.

## Събития

### В Римската република
- Консули са Квинт Фабий Максим (за V път) и Квинт Фулвий Флак (за IV път). Цензори са Марк Корнелий Цетег и Публий Семпроний Тудицан.
- Дванадесет латински колонии отказват да изпратят контингенти за римската войска.[1]
- Консулът Фабий атакува и връщаТарент под римски контрол. Командирът на картагенския гарнизон Карталон е убит, докато опитва да се предаде на Фабий.[1][2]
- Хирпини и луканите изоставят Ханибал и преминават на страната на Рим като избягват наказание от римляните заради първоначалното им предателстео.[2]

### В Испания
- Публий Сципион превзема Нови Картаген.[1]

### В Азия
- Антиох III навлиза с армията си в Медия и окупира Екбатана, след което атакува партското царство и побеждава неговия владетел Аршак II, който е принуден да се признае за васал на селевкидския цар.[3]
- Маодун става шанюй на хунну.

## Починали
- Карталон, картагенски впеначалник